# چهارمین جشنواره بین‌المللی فیلم برلین
چهارمین  دوره جشنواره بین‌المللی فیلم برلین در ۱۸ ژوئن ۱۹۵۴ آغاز شد و تا ۲۹ ژوئن ادامه پیدا کرد. در این دوره دیوید لین با فیلم انتخاب اضطراری برنده خرس طلایی شد.

تندیس خرس طلایی که به برنده اهدا میشود

دیوید لین، برنده بهترین فیلم برای انتخاب اضطراری

## بخش رقابتی
| عنوان انگلیسی           | عنوان اصلی                                       | کارگردان(ها)    | کشور تولید کننده |
| ----------------------- | ------------------------------------------------ | --------------- | ---------------- |
| ماجراجویی بزرگ          | Det stora äventyret                              | Arne Sucksdorff | سوئد             |
| انتخاب اضطراری          |                                                  | دیوید لین       | بریتانیا         |
|                         | زیستن                                            | آکیرا کوروساوا  | ژاپن             |
| حمله به زیر دریایی      | La grande speranza                               | دویلیو کولتی    | ایتالیا          |
| خلع لباس کردن یک نفر    | Le défroqué                                      | Léo Joannon     | فرانسه           |
| نان، عشق و رویاها       | Pane, amore e fantasia                           | لوئیجی کومنچینی | ایتالیا          |
| دختر صاحب ملک           | Sinhá Moça                                       | تام پین         | برزیل            |
| بیابان زنده             |                                                  | جیمز آلگار      | آمریکا           |
| عصر طلایی فلاندرز نقاشی | Een gouden eeuw-de kunst der Vlaamse primitieven | Paul Haesaerts  | بلژیک            |
| ۲۰٬۰۰۰ فرسنگ زیر دریا   |                                                  | ریچارد فلایشر   | USA              |

## برندگان
| جایزه         | به خاطر فیلم      | برنده           |
| ------------- | ----------------- | --------------- |
| خرس طلایی     | انتخاب اضطراری    | دیوید لین       |
| (خرس نقره ای) | نان، عشق و رویاها | لوئیجی کومنچینی |